# Новоданиловский сельский совет (Акимовский район)
Новоданиловский сельский совет (укр. Новоданилівська сільська рада) — входит в состав
Якимовского района
Запорожской области
Украины.
Административный центр сельского совета находится в 
с. Новоданиловка
.

## История
- 1860 — дата образования.

## Населённые пункты совета
- с. Новоданиловка
- с. Великая Терновка
- с. Анновка
- с. Елизаветовка
- с. Семихатки